# Hilary Heath

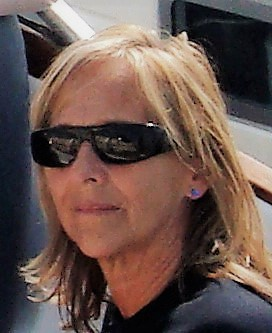
Hilary Heath (2009)

Hilary Heath, auch Hilary Dwyer (* 6. Mai 1945 in Liverpool; † 30. März 2020 in England), war eine britische Schauspielerin und Produzentin.
Sie begann ihre Schauspielkarriere am Old Vic Theater in Bristol und war dann in Fernsehserien zu sehen.
Sie spielte in den drei Filmen Der Hexenjäger (Witchfinder General, 1968), Im Todesgriff der roten Maske (The Oblong Box, 1969) und Der Todesschrei der Hexen (Cry of the Banshee, 1970) an der Seite von Vincent Price. Nach ihrer Heirat 1974 gründete sie mit ihrem Ehemann die Talent-Agentur Duncan Heath Associates, die im Jahr ihrer Scheidung 1984 verkauft wurde. In den 1980er Jahren produzierte sie Fernsehfilme.
Ende März 2020 erlag Hilary Heath mit 74 Jahren den Folgen einer COVID-19-Erkrankung.

## Filmografie
Darstellerin (Auswahl)
- 1967: Mit Schirm, Charme und Melone (The Avengers) (Fernsehserie, 1 Folge)
- 1967: Nummer 6 (The Prisoner) (Fernsehserie, 1 Folge)
- 1968: Der Hexenjäger (Witchfinder General)
- 1968: Task Force Police (Z-Cars) (Fernsehserie, 2 Folgen)
- 1969: Callan (Fernsehserie, 1 Folge)
- 1969: Im Todesgriff der roten Maske (The Oblong Box)
- 1969: Das Loch im Himmel (The Body Stealers)
- 1969: Die Spur führt nach Soho (The File of the Golden Goose)
- 1969: Die Spezialisten (Special Branch) (Fernsehserie, 1 Folge)
- 1970: Der Todesschrei der Hexen (Cry of the Banshee)
- 1970: Sturmhöhe (Wuthering Heights)
- 1972:  Van der Valk (Fernsehserie, 1 Folge)
- 1973: König Arthur (Arthur of the Britons) (Fernsehserie, 1 Folge)
- 1976: Mondbasis Alpha 1 (Space 1999) (Fernsehserie, 1 Folge)

Produzentin (Auswahl)
- 1985: Fortress – Sie kämpfen um ihr Leben (Fortress) (Fernsehfilm)
- 1988: Der Frauenmörder (Criminal Law)
- 1995: Eine sachliche Romanze (An Awfully Big Adventure)
- 1997: Rebecca (Fernsehfilm)
- 2003: Mrs. Stone und ihr römischer Frühling (The Roman Spring of Mrs. Stone) (Fernsehfilm)
- 2014: Riff-Piraten (Jamaica Inn) (Fernsehmehrteiler)

## Theaterbühne
Darstellerin (Auswahl)
- 1965: Passion Flower Hotel (Prince of Wales Theatre, London)
- 1970: The Importance of Being Earnest (Theatre Royal, Bath)
- 1970: Arms and the Man (Theatre Royal, Bath)
- 1978: Whose Life Is It Anyway? (Mermaid Theatre & Savoy, London)